# Wolseley 16/35
La 16/35 è un'autovettura di classe media prodotta dalla Wolseley dal 1925 al 1927. Sostituì la 14 hp.
Come il modello predecessore, aveva installato un motore in linea a quattro cilindri e valvole laterali da 2.614 cm³ di cilindrata.
La 16/35 è stata offerta con due tipi di carrozzeria, berlina quattro porte e torpedo quattro posti.
Il modello è stato tolto dal mercato nel 1927. Con l'uscita di scena della 16/35, si concluse l'epoca dei motori Wolseley a valvole laterali.